# 1810 års riksdagsordning

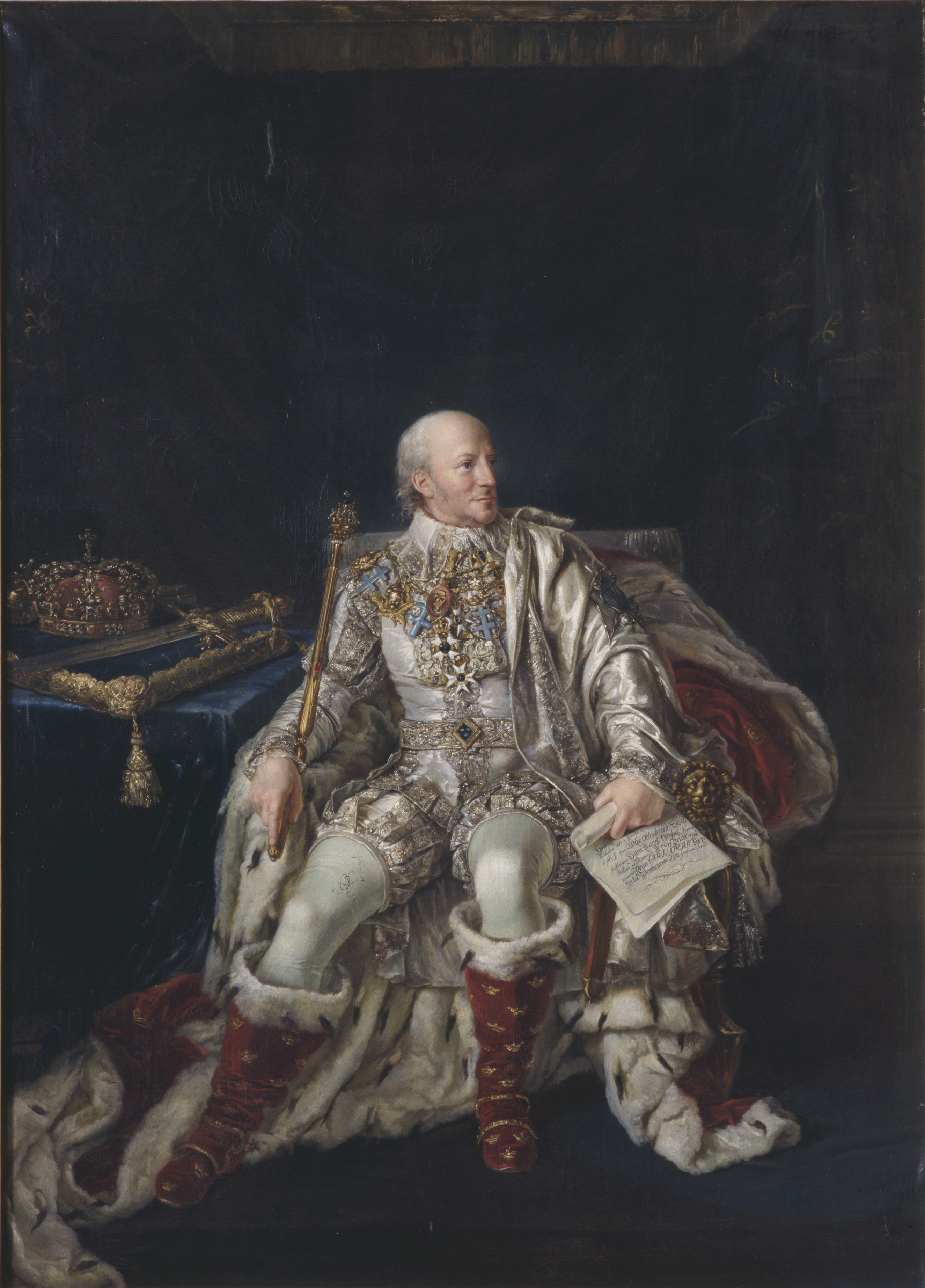
Karl XIII är den kung som underskrev riksdagsordningen. (Målning av Per Krafft den yngre.)

1810 års riksdagsordning antogs den 10 februari 1810 i Stockholm under Karl XIII:s regeringstid och ersatte ordningen för ständernas sammanträden 1617, vanligtvis kallad riksdagsordning. Den hade på 1700-talet återinförts av Gustav III och detta skedde genom dennes två statskupper.  Den ersattes ett halvsekel senare av 1866 års riksdagsordning. Den ståndsrepresentation som 1810 års riksdagsordning byggde på ansågs redan då föråldrad på många håll. Den var tillsammans med ett antal andra grundlagar ett samlat grepp om statsskickets struktur efter att landet förlorat den östra rikshalvan och avsatt Gustav IV Adolf. Dessa gjorde därmed slut på det gustavianska enväldet.

## Bakgrund till riksdagsordningens tillkomst
Riksdagsordningen antogs sedan Sverige förlorat Finland och Gustav IV Adolf avsatts i en statskupp och hans farbror utsetts till riksföreståndare och därefter kung. Kallelse till riksdagen som antog denna riksdagsordning utfärdades i mars 1809. Den var en direkt följd av att 1809 års regeringsform tillkommit och antogs av samma riksdag som sammankallats för denna. En senare riksdag sammankallades redan samma år på grund av att den nyvalde kronprinsen hastigt avlidit.
Den nya riksdagsordningen antogs under en tid då mycket dramatiska händelser inträffat och det var av vikt  att stärka landets position och få ett samlat grepp om statsskicket. Det var sålunda en genomgripande revision med influenser från de kontinentala händelserna de förutvarande åren.
Eftersom den riksdag som antog denna riksdagsordning var lång med tidens mått mätt. Regeringsformen året innan antogs dock efter bara ett par månader.

## Riksdagsordningens innehåll

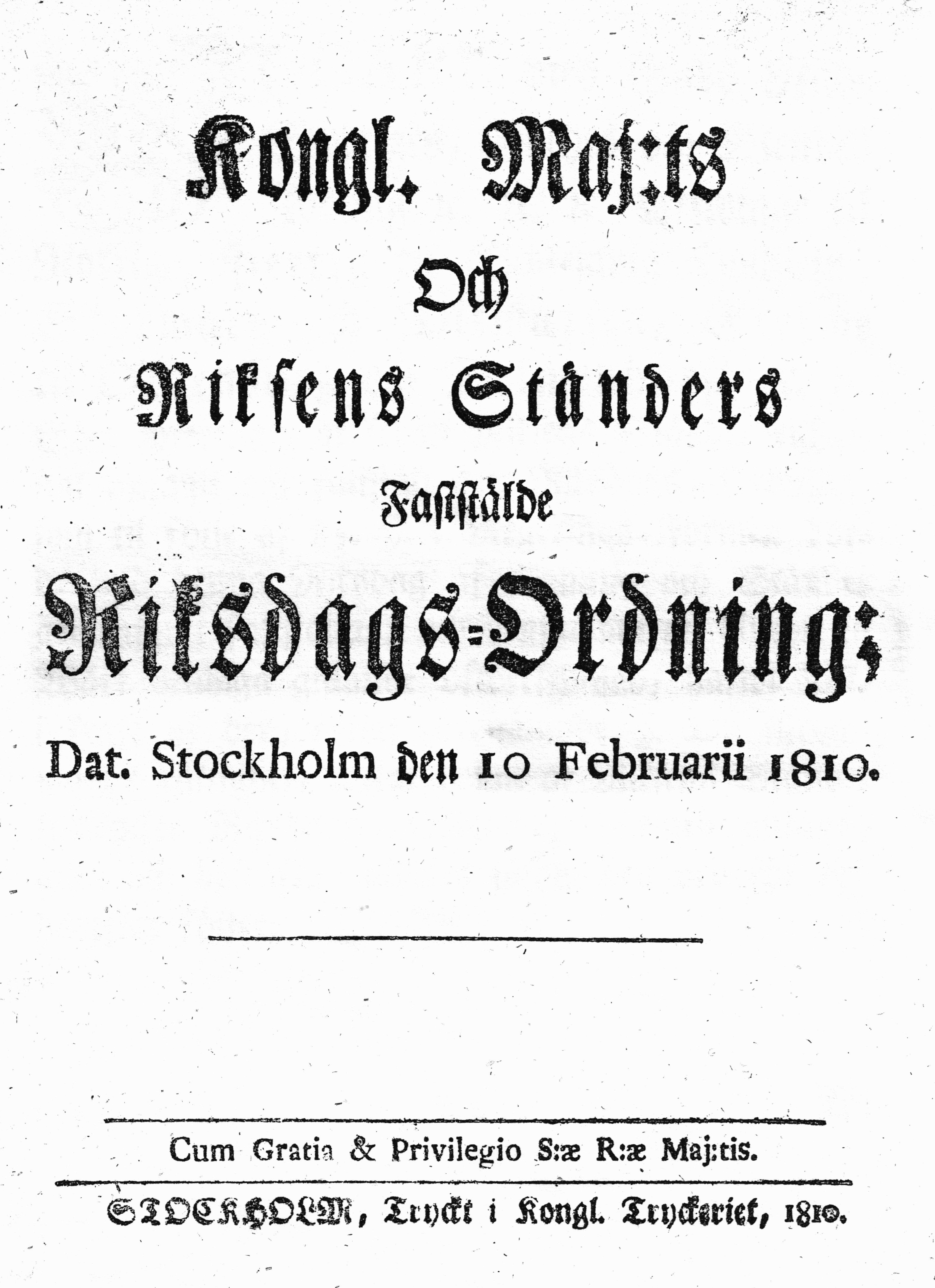
Förstasidan till riksdagsordningen (Det är troligt att detta är den enda upplaga som gjorts av lagtexten.)

### Organisation och grundläggande makt
Genom denna nya riksdagsordning, ändrades inte ordningen med ständer om inte ersattes med en modernare folkrepresentation, som börjat växa fram på kontinenten. Med begreppet riksdag avsågs själva mötet, inte institutionen som sådan; det som idag kallas riksmöte. Institutionen kallades Rikets ständer - alt Sveriges ständer, Riksens ständer, Svea rikes ständer, Sveriges rikes ständer eller Ständerna - och bestod av fyra kamrar -  fyrkammarsystem, även tetrakameralism; en indelning som närmast var unik i ett internationellt perspektiv. Eftersom det envälde, som rådde under den gustavianska tiden avskaffats och den nya regeringsformen åter gett ständerna betydande makt inom vissa områden, tydliggjordes  detta i den nya riksdagsordningen. De tidigare riksdagsordningarna hade varit mycket kortfattade och på många sätt otillräckliga. Ett tydligt exempel på den stärkta makten framgår i dess första paragraf: "Riksens ständer äro Swenska Folkets Representanter, och kunna, i utöfningen af deras Riksdagsmanna-befattning, icke bindas af andra föreskrifter än Rikets Grundlagar." Även den nya regeringsformen stod i samklang med detta.
Förutom själva riksdagsordningen hade varje särskilt stånd en ståndsordning, som de kallades. Adelns ståndsordning kallades dock riddarhusordning. Dessa utgjorde komplement till riksdagordningen och avsåg som förståeligt enbart varje stånd för sig. Dessa ändrades av stånden själva och var därför ej att betrakta som vare sig grundlag eller lag. De skulle dock stå i överensstämmelse med grundlagarna. 

Tryck föreställande kungen och ständerna några årtionden innan antagandet av RO 1810. Tryckt i Lund 1773.

### Utskottsväsendet
Utskottsväsendet som funnits redan under frihetstiden var noga stipulerat, med utskott som inte avser varje stånd utan där dessa bildade gemensamma utskott, antagligen ett effektivt sätt att sammanfoga förslag som senare togs upp ståndsvis. Alla omröstningar skedde på det sättet. (Egentligen var stånden enbart samlade en enda gång tillsammans och det var inför kungen vid riksdags början och slut.) Debatterna kunde därför ske på flera plan innan ett slutligt beslut. Även idag är utskottsväsendet väl utvecklat och har genom sina avgöranden en stor betydelse för riksdagens slutliga ställningstaganden. Majoriteten i utskotten blir i stort sett alltid även vägledande för omröstningen i kammaren. Det finns alltså en lång tradition med utskott som delvis går tillbaka på denna riksdagsordning. 

### Val och sammankallande av riksdagar
Riksdagsordningen stipulerade hur val till riksdagen skulle ske. Riksdagsordningen fungerade genom detta även som en vallag. Detta gällde bara för prästeståndet, borgarståndet och bondeståndet. För adelsståndet rådde ärftlighetsprincipen på samma sätt som för kungen.
Som tidigare varit fallet skulle riksdagarna inte längre sammankallas utifrån konungens godtycke utan blev med denna riksdagordning en fastare del av statslivet och skulle sammanträda minst vart femte år. Det kunde därför innebära att urtima riksdagar förlängde perioden mellan ordinarie riksdagar.

### Riksdagsmännens ställning
Även immunitetsregler av riksdagsmän nämns ganska utförligt och stränga straff kunde utgå till de som försökte ofreda en riksdagsman i dennes värv. Som en ytterligare förstärkning av riksdagsmännen hade de därutöver immunitet i sitt värv. De var även stärkta i sin roll via att de hade inte kunde vägras att delta i sammankomster och de hade därtill plikt att göra så.

### Maktfördelningen
De myndigheter som löd direkt under ständerna finner sina efterträdare även idag, även om vissa ändringar har skett. Då som nu ansågs de vara ett sätt att kontrollera den styrande makten, alltså kungen med sitt statsråd. Den viktigaste institutionen, vid sidan om riksdagen i sig, var justitieombudsmannen, som även reglerades i regeringsformen. Det fanns under denna tid ej någon parlamentarism utan ordningen var mer lik en maktdelningslära, om än inte helt. Det fanns trots detta ett juridiskt ansvar för statsråden inför riksdagen. (Domstolsväsendet var även det en del av maktfördelningen, men reglerades i huvudsak genom regeringsformen.)

## Tillsättande av riksdagsmän
Inom de olika stånden utsågs representanterna enligt dessa huvudregler:

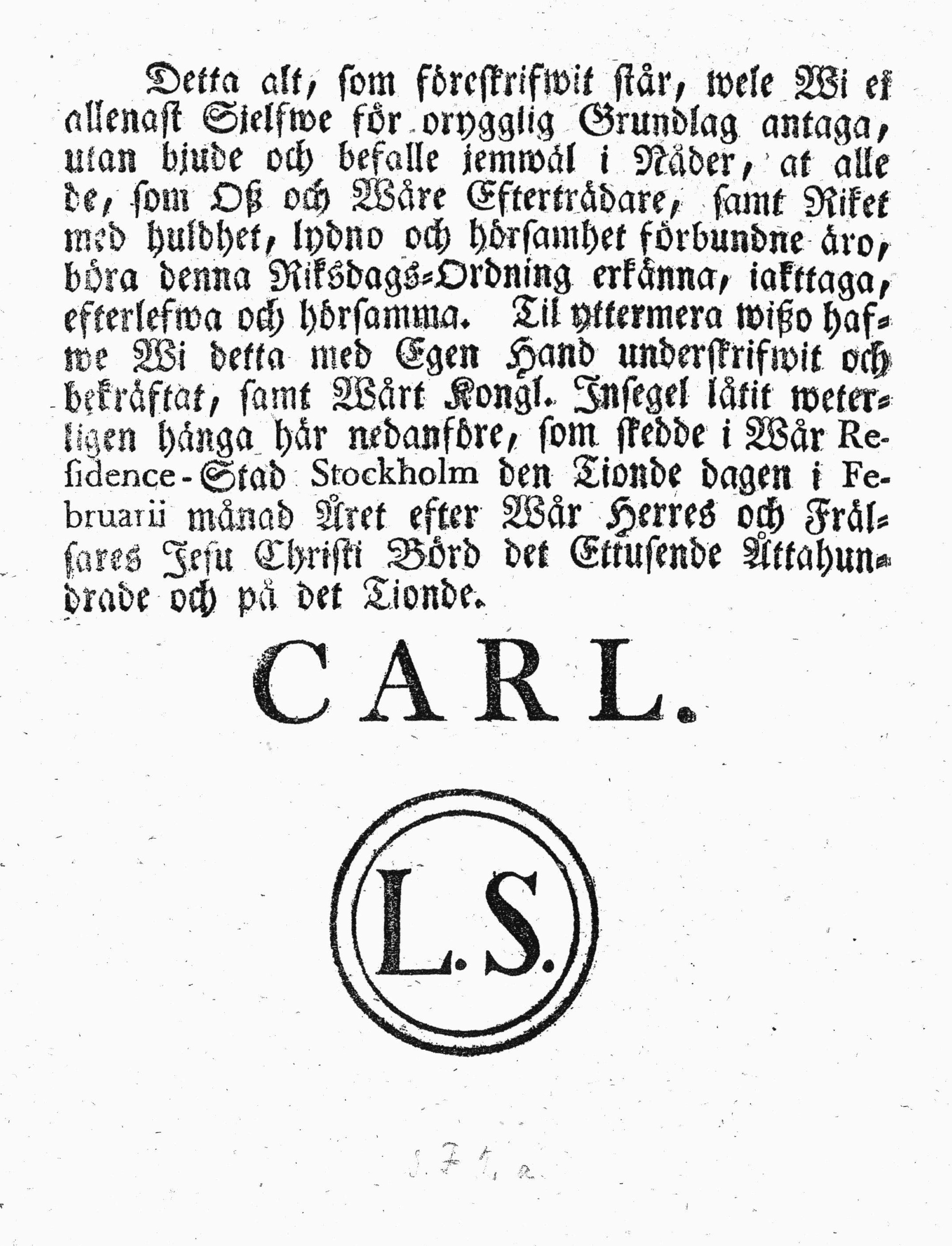
Karl XIII:s underskrift på sista sidan av riksdagordningen. (Kungen skrev sitt namn med C som man kan se.)

- i adelsståndet skedde inget val utan varje huvudman inom en ätt, som introducerats på riddarhuset, hade rätt att bevista riksdagarna, eller kunde sända en fullmäktig i sitt namn;
- i prästeståndet var biskopar givna som deltagare i egenskap av deras ämbeten, men övriga utsågs av varje stift bland prästerna däri. Stiften var prästeståndets riksdagsvalkretsar tillsammans med Stockholms stad;
- i borgarståndet valdes ett visst antal riksdagsmän i varje stad bland de som hade så kallat burskap, innebärande att de hade rätt att bedriva näring inom staden. Större städer hade rätt att sända fler än de mindre. Städerna var riksdagsvalkretsar för borgarståndet med andra ord, och slutligen
- i bondeståndet valdes en riksdagsman för varje härad med större rösträtt desto större skatteplikt hemmanen i varje socken hade. Det var endast de bönder som betalde skatt som hade rösträtt. Varje socken utsåg dessförinnan en elektor[22] som tillsammans utsåg en person vid ett särskilt möte hos häradshövdingen. Denne agerade valförrättare för de elektorer som församlades hos honom. Häradena var bondeståndets riksdagsvalkretsar, men häradena kunde samla sig om en gemensam kandidat.

## Lagtextens systematik
Riksdagsordningens systematik följer inte någon kapitelindelning. Kapitelindelning av lagtext var ovanligt i denna tid i vilket fall som helst. Detta har även påpekats av andra källor. En ämnesuppdelning är därför uppställd nedan för överblickbarhetens skull:

### Grundläggande makt för riksdag
- Stipulerande av en tidig form av folksuveränitet och legalitetsprincip 1 §

### Tidpunkter och plats för riksdag mm
- Tidpunkter för riksdagens sammanträden 2, 4 - 7, 9 och 10 §§;
- Var riksdagarna skall hållas 3 §;
- Förvisning av utländska sändebud från riksdagsorten 8 §

### Ledamöterna
- Utnämning av ledamöter till riksdag 11 - 16 §§;
- Valbarhetskriterier 18 §;
- Regler om ordningen vid riksdagsval och påföljder vid valfusk 17 och 19 §§;
- Påföljder vid utebliven närvaro av riksdagsman vid riksdag 20 §;
- Fullmakter som skall uppvisas av de valda vid riksdag 21 och 22 §§

### Talmännen, protokollförare, deputationer
- Utnämning av talmän till varje stånd 23 §;
- Utnämning av ska sekreterare som handhar protokoll i varje stånd 24 §;
- Utnämning av deputerade från varje stånd som skall uppvakta kungafamiljen 25 §

### Öppnande och avslutande av riksdag
- Ordningen vid öppnande av riksdag 26 §;
- Tidsbegränsning och avslutande av riksdag 80 , 81 och 82 §§

### Statsbudgeten
- Regler kring statsbudgeten 27 §

### Utskotten
- Utnämning av ledamöter till utskotten 28 §;
- Utskotten var följande: konstitutions-, stats-, bevillnings-, bank-, lag, besvärs-, och ekonomiutskottet. Därtill fanns sekreta utskottet, kallat hemliga utskottet i lagtexten, samt ett expeditionsutskott 29 - 39, 42 och 43 §§;
- Närvarorätt för talmän och ministrar i utskott 40 och 41 §§

### Behandling av ärenden
- Regeringens förslag till riksdagen 44 §;
- Regler om plena inom stånden 45, 46 och 47 §§;
- Föredragning 48 §;
- Frågor och yttranderätt vid sammanträde 49 och 50 §§;
- Handläggning och upprättande av skrifter 51 - 60, 72 och 73 §§;
- Val av ny konung och utnämning av riksföreståndare 61 och 62 §§

### Riksrätt
- Förfarande vid riksrätt 64 §

### Tryckfrihetens skydd
- Särskilda regler om tryckfrihetens skydd 65 §

### Myndigheter under riksdagen
- Regler om justitieombudsmannen 63 §;
- Ledningen för riksbanken 66 §;
- Ledningen för riksgäldskontoret 67 §;
- Ledningen för revisionen 68 §;
- Fyllnadsval av ledamöter 69 §;
- Behörighetsregler 70 §

### Utfärdande- och omröstningsregler
- Omröstningsregler med slutna valsedlar 71 §;
- Gemensamt antagna regler 74 §;
- Särskilda regler om grundlag 75 §;
- Ansvarsfrihetsomröstning 76 §

### Skydd av riksdag och dess ledamöter
- Skydd mot ofredande av riksdagsman och riksdagen som helhet 77 §;
- Immunitet för riksdagsman 78 §;
- Närvarorätt och -plikt för riksdagsman 79 §

## Historisk betydelse

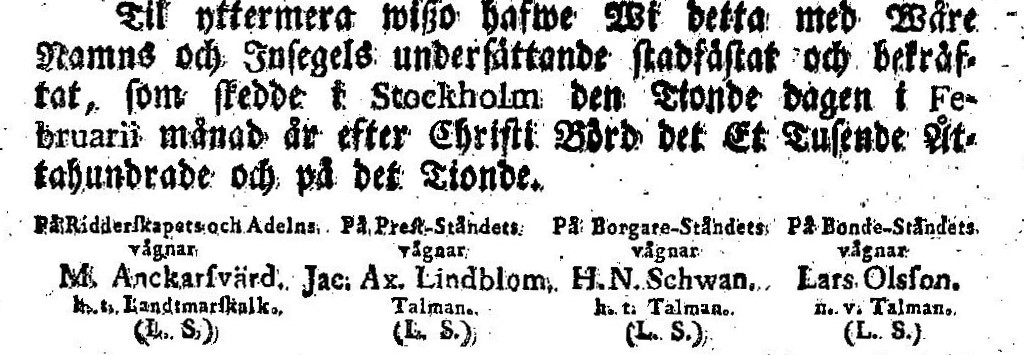
Talmännens underskrifter från de fyra stånden. (Michael Anckarsvärd, Jacob Axelsson Lindblom, Hans Niclas Schwan och Lars Olsson i Groröd)

Riksdagsordningen från 1810 utgör en del av det konstitutionella reformarbete som skedde i början av artonhundratalet, vari även ingick de senare antagna 1809 års successionsordning och 1810 års successionsordning. Riksdagsordningen nämns inte alls i Nationalencyklopedin exempelvis, medan de andra historiska riksdagsordningarna blir nämnda. Den nämns dock i Svensk uppslagsbok , Nordisk familjebok  samt Sveriges konstitutionella urkunder. I dessa är den bara nämnd ytterst kort) Den skrift som tydligast behandlar riksdagsordningen är Statsvetenskaplig tidskrift. Det saknas en närmre granskning ur ett historiskt perspektiv. 
1810 års riksdagsordning bekräftade ståndsriksdagens fortbestånd i ytterligare ett halvsekel. Riksdagens befogenheter klargjordes på ett sätt som tidigare inte gjorts. Den fick en tydligare makt i förhållande till kungen.

### Tidskrifter
- Statsvetenskaplig Tidskrift, (se under Litteratur)
- Svensk Tidskrift, (se under Litteratur)

### Uppslagsverk
- Nationalencyklopedin, 20 band, 1989-1996, första upplagan; (Engström, Christer, chefredaktör); Bokförlaget Bra Böcker AB, Höganäs

- Nordisk familjebok, encyklopedi och konversationslexikon, 22 band, 1951-1955, 1952 års upplaga; (Åkerblom, Gösta, redaktionssekreterare m.fl.); Förlagshuset Norden AB, Malmö
- Svensk uppslagsbok, 32 band, 1947-1955, andra upplagan; (huvudredaktörer: Carlquist, Gunnar och Carlsson, Josef); Förlagshuset Norden AB Malmö; Förlagshuset Nordens boktryckeri, Malmö
- Svenskt biografiskt lexikon, SBL, 33 band, 1917-; utgivet av Riksarkivet, (se under Externa länkar)
- Sveriges grundlagar och kommunalförordningar jemte åtskilliga konstitutionella stadgar; (författare framgår ej); Fahlcrantz & Co, Stockholm; Ivar Häggströms boktryckeri 1884
- Sveriges riksdag, (se under litteratur)

### Offentligt tryck
- Hans Kongl. Höghet Riksföreståndarens öppna bref och påbud till samtliga Rikets Ständer, angående en allmän riksdag den 1 maj, utfärdad 14 mars 1809, så kallad riksdagskallelse
- Hans Kongl. Maj:ts öppna bref och påbud till samtliga Rikets Ständer, angående en urtima riksdag den 23 juli 1810, utfärdad 1 juni, så kallad riksdagskallelse
- Hans Kongl. Maj:ts öppna bref och påbud till samtliga Rikets Ständer, att urtima riksdagen den 23:e nästkommande Juli skall i stället för Stockholm hållas uti staden Örebro, utfärdad 28 juni, så kallad riksdagskallelse
- Konglig. Maj:ts Och Riksens Ständers Faststälde Riksdagsordning; Dat. Stockholm den 10 februari 1810, Kongliga Tryckeriet, Stockholm, 1810 (se bilder i artikeln)